# الدوري الهولندي الدرجة الأولى 1999–2000
الدوري الهولندي الدرجة الأولى 1999–2000 هو الموسم الرابع والأربعون من الدوري الهولندي الدرجة الأولى منذ إنشائه في عام 1956. فاز بهذا الموسم إن أي سي بريدا.

## الفرق
يشارك 20 نادي في الدوري: النادي الذي يحتل المرتبة الأولى في هذا الدوري يتأهل مباشرتا إلى الدوري الهولندي الممتاز، تأهل في هذه الدوري ناك بريدا.